# Ricard Burballa i Campabadal
Ricard Burballa i Campabadal és un polític català, diputat al Congrés dels Diputats en la VI legislatura
Llicenciat en Educació Física per l'INEF de Lleida, adscrit a la Universitat de Lleida. Enginyer Tècnic en Explotacions Agropecuàries per la Universitat Politècnica de Catalunya i gerent del Camp Escolar de Lleida el 1987-1992.
A les eleccions al Parlament de Catalunya de 1984 fou candidat en les llistes d'ERC. Després milità a Unió Democràtica de Catalunya, i ha estat representant territorial a Lleida de la Secretaria General de l'Esport de la Generalitat de Catalunya (1992-1996) i diputat per la província de Lleida per CiU a les eleccions generals espanyoles de 1996. De 1996 a 2000 ha estat Secretari Segon de la Comissió d'Afers Exteriors.